# 萨道拉
萨道拉（Sadaura），是印度哈里亚纳邦Yamunanagar县的一个城镇。总人口13181（2001年）。

## 人口
该地2001年总人口13181人，其中男性6941人，女性6240人；0—6岁人口1446人，其中男811人，女635人；识字率71.39%，其中男性为75.94%，女性为66.33%。